# Tafana riveti
Tafana riveti är en spindelart som beskrevs av Simon 1903. Tafana riveti ingår i släktet Tafana och familjen spökspindlar.
Artens utbredningsområde är Ecuador. Inga underarter finns listade i Catalogue of Life.